# Breeders' Cup Juvenile Fillies Turf
Breeders' Cup Juvenile Fillies Turf, är ett galopplöp i löpserien Breeders' Cup, som drivs av Breeders' Cup Limited, ett företag som bildades 1982. Det är ett Grupp 1-löp, det vill säga ett löp av högsta internationella klass. Första upplagan av Breeders' Cup Juvenile Fillies Turf reds 2008 över distansen 1 mile. Den samlade prissumman i löpet är 1 miljon dollar.

## Segrare
| År   | Häst               | Jockey             | Tränare            | Tid     | Grupp |
| ---- | ------------------ | ------------------ | ------------------ | ------- | ----- |
| 2022 | Meditate           | Ryan Moore         | Aidan O'Brien      | 1:35.38 | I     |
| 2021 | Pizza Bianca       | José Ortiz         | Christophe Clement | 1:35.36 | I     |
| 2020 | Aunt Pearl         | Florent Geroux     | Brad H. Cox        | 1:35.71 | I     |
| 2019 | Sharing            | Manuel Franco      | H. Graham Motion   | 1:34.59 | I     |
| 2018 | Newspaperofrecord  | Irad Ortiz Jr.     | Chad Brown         | 1:39.00 | I     |
| 2017 | Rushing Fall       | Javier Castellano  | Chad Brown         | 1:36.09 | I     |
| 2016 | New Money Honey    | Javier Castellano  | Chad Brown         | 1:34.01 | I     |
| 2015 | Catch A Glimpse    | Florent Geroux     | Mark Casse         | 1:39.08 | I     |
| 2014 | Lady Eli           | Irad Ortiz Jr.     | Chad Brown         | 1:33.41 | I     |
| 2013 | Chriselliam        | Richard Hughes     | Charles Hills      | 1:33.72 | I     |
| 2012 | Flotilla           | Christophe Lemaire | Mikel Delzangles   | 1:34.64 | I     |
| 2011 | Stephanie's Kitten | John Velazquez     | Wayne Catalano     | 1:38.90 | II    |
| 2010 | More Than Real     | Garrett K. Gomez   | Todd Pletcher      | 1:36.61 | II    |
| 2009 | Tapitsfly          | Robby Albarado     | Dale Romans        | 1:34.25 |       |
| 2008 | Maram              | Jose Lezcano       | Chad Brown         | 1:35.15 |       |